# Головин, Пётр Иванович (сын Головы)
Пётр Ива́нович Голови́н (ум. после 1535) — русский государственный деятель, боярин и казначей, старший сын Ивана Владимировича Ховрина по прозвищу Голова от брака с княжной Анной Даниловной Холмской.

## Биография
Крестник великого князя московского и государя всея Руси Василия III Ивановича. В 1512 году во время первого похода русской армии под предводительством Василия III на Смоленск П. И. Головин шел «с казною», то есть был казначеем. В 1518 году присутствовал при приёме имперского посланника Франциска да Колло.
Осенью 1527 года казначей Петр Иванович Головин был оставлен в Москве вместе с князем Борисом Ивановичем Горбатым-Шуйским и боярином Михаилом Юрьевичем Захарьиным, чтобы оборонять столицу во время набега крымского царевича Ислам Герая. В 1529 году участвовал в дипломатических сношениях с Османской империей.
В 1533 году казначей Петр Иванович Головин упоминается вместе с другими близкими к великому князю московскому во время предсмертной болезни Василия III Ивановича.

## Семья
Боярин и казначей Петр Иванович Головин был женат на княжне Марии Васильевне Одоевской, дочери воеводы и боярина князя Василия Семёновича Швиха Одоевского (ум. 1534). Дети: Михаил Петрович Головин (ум. 1565), воевода и окольничий; Иван-Фома Петрович Головин, казначей и окольничий; Василий Петрович Головин, воевода и окольничий; Пётр Петрович Головин (ум. 1565), окольничий и воевода; Михаил Петрович Головин (умер молодым); Алексей Петрович Головин (убит в 1544 году казанскими татарами в Гороховце); Даниил Петрович Головин; Анастасия Петровна Головина, жена боярина князя Александра Борисовича Горбатого-Шуйского (казненного царем в 1565 году).